# Бумердес (вілаєт)
Бумердес (араб. ولاية بومرداس) — вілаєт Алжиру. Адміністративний центр — м. Бумердес. Площа — 1 356 км². Населення — 795 019 осіб (2008).

## Географічне положення
Вілаєт розташований на узбережжі Середземного моря у Атлаських горах. На сході межує з вілаєтом Тізі-Узу, на південному сході — з вілаєтом Буїра, на південному заході — з вілаєтом Бліда, на заході — з вілаєтом Алжир.

## Адміністративний поділ
Поділяється на 9 округів та 32 муніципалітети.

## Відомі люди
- Сіді Бушакі, алжирський богослов і муфтій.

| Алжир | Це незавершена стаття з географії Алжиру. Ви можете допомогти проєкту, виправивши або дописавши її. |